# Dugdemona
La Dugdemona est une rivière de l'État de Louisiane aux États-Unis, et un affluent de la rivière Little, donc un sous-affluent du Mississippi, via l'Ouachita et la Rouge du Sud.

## Géographie
Son cours a une longueur de 137 km de long.
La rivière Dugdemona prend sa source dans la Paroisse de Lincoln. Son lit fluvial traverse ensuite la Paroisse de Bienville, la Paroisse de Jackson, la Paroisse de Winn et la Paroisse de Grant.
D'après le Geographic Names Information System, la rivière Dugdemona fut connue sous d'autres appellations parmi lesquelles : Dug de Mona Bayou, Dugdemonia Bayou, Dugmonia Bayou, etc.